# Реймонд Леппард
Реймонд Джон Леппард (англ. Raymond John Leppard; 11 серпня 1927, Лондон — 22 жовтня 2019) — британський диригент та клавесиніст.

## Творчий шлях
Виріс в Баті, потім закінчив Трініті-коледж Кембриджського університету (за спеціальністю — клавесин і альт) і згодом в 1958—1968 рр. керував музичною освітою в цьому коледжі. У 1952 р. дебютував в Лондоні як диригент з власним ансамблем. Займався переважно бароковою музикою, особливо оперою. У 1962 р. поставив «Коронацію Поппеї» Клаудіо Монтеверді на Глайндборнскому фестивалі. У 1960-ті ж роки підготував кілька видань барокової музики, які сприяли популяризації цього репертуару у виконавців. Однак видання були неоднозначно сприйнятих фахівцями.
У 1969 р. вперше виступив в США, виконавши як соліст клавірний концерт Йозефа Гайдна з Нью-Йоркським філармонійним оркестром. Надалі плідно і успішно працював в США, зокрема, диригував «Альцина» Георга Фрідріха Генделя в Нью-Йоркській міській опері, «Біллі Баддом» Бенджаміна Бріттена в Метрополітен-Опера і в Опері Сан-Франциско. Після семирічного (1973—1980) керівництва Північним симфонічним оркестром БіБіСі Леппард протягом 14 років (1987—2001) очолював Індіанаполіський симфонічний оркестр, потім в 2004—2006 рр. працював музичним радником Луїсвільського оркестру в період відсутності у колективу головного диригента.
Серед численних записів Леппарда — «Антарктична симфонія» Воан-Вільямса, твори Людвіга ван Бетховена, Роберта Шумана, Петра Ілліча Чайковського і Едуарда Елгара з Індіанаполіським оркестром, Сезара Франка з Королівським філармонійним оркестром та багато інших.
У 1963 р. Леппард став автором саундтреку до фільму Пітера Брука «Повелитель мух».

## Визнання
Орден Британської імперії. Командор Італійської республіки (1973). Почесний доктор університету Пердью, університету Бата. Лавреат премії Греммі та багатьох інших музичних премій.